# Deyang
Deyang (pinyin : Déyáng) est une ville de la province du Sichuan en Chine.

## Économie
En 2006, le PIB total a été de 53,9 milliards de yuans, et le PIB par habitant de 14 724 yuans.
En janvier 2013, la plus puissante presse hydraulique du monde d'une puissance de 80 000 tonnes entre en service dans une usine de cette ville.

## Subdivisions administratives
La ville-préfecture de Deyang exerce sa juridiction sur six subdivisions - un district, trois villes-districts et deux xian :
- le district de Jingyang - 旌阳区 Jīngyáng Qū ;
- la ville de Shifang - 什邡市 Shífāng Shì ;
- la ville de Guanghan - 广汉市 Guǎnghàn Shì ;
- la ville de Mianzhu - 绵竹市 Miánzhú Shì ;
- le xian de Luojiang - 罗江县 Luójiāng Xiàn ;
- le xian de Zhongjiang - 中江县 Zhōngjiāng Xiàn.